# Jordy Clasie
Jordy Clasie (Haarlem, 27 de junio de 1991) es un futbolista neerlandés que juega en la demarcación de centrocampista para el AZ Alkmaar de la Eredivisie.

## Biografía
Con nueve años ya formaba parte de la disciplina del Feyenoord Róterdam, hasta que finalmente en 2010, cuando fue a dar el paso al primer equipo, se fue en calidad de cedido al Excelsior Rotterdam, donde jugó durante una temporada. Hizo su debut el 15 de agosto de 2010 contra el Feyenoord Róterdam, partido que finalizó por 3-2. En la temporada 2011-12 volvió al Feyenoord Róterdam, debutando el 31 de julio de 2011 contra el Málaga C. F. en un partido amistoso.

## Selección nacional
En febrero de 2012, Bert van Marwijk, el seleccionador de los Países Bajos, eligió a Clasie en la lista provisional para disputar la Eurocopa 2012, aunque finalmente no fue elegido. Finalmente hizo su debut con la selección el 7 de septiembre de 2012 contra la selección de fútbol de Turquía en la clasificación para la Copa Mundial de Fútbol de 2014. El 31 de mayo de 2014 fue elegido como uno de los 23 jugadores que disputarían la Copa Mundial de fútbol de 2014 para representar a los Países Bajos bajo las órdenes de Louis van Gaal.

### Participaciones en Copas del Mundo
| Mundial                        | Sede   | Resultado     |
| ------------------------------ | ------ | ------------- |
| Copa Mundial de Fútbol de 2014 | Brasil | Tercer puesto |

## Clubes
| Club                 | País         | Año       | Partidos | Goles |
| -------------------- | ------------ | --------- | -------- | ----- |
| Excelsior Rotterdam  | Países Bajos | 2010-2011 | 35       | 2     |
| Feyenoord            | Países Bajos | 2011-2015 | 129      | 8     |
| Southampton F. C.    | Inglaterra   | 2015-2017 | 49       | 2     |
| Club Brujas (cedido) | Bélgica      | 2017-2018 | 25       | 1     |
| Feyenoord (cedido)   | Países Bajos | 2018-2019 | 40       | 1     |
| AZ Alkmaar           | Países Bajos | 2019-     | 219      | 10    |

## Palmarés

### Títulos nacionales
| Título                        | Club        | País         | Año  |
| ----------------------------- | ----------- | ------------ | ---- |
| Primera División de Bélgica   | Club Brujas | Bélgica      | 2018 |
| Supercopa de los Países Bajos | Feyenoord   | Países Bajos | 2018 |